# Могучий Тор (фильм)
«Могучий Тор» (англ. Almighty Thor) — американский мокбастерский супергеройский фильм режиссёра Кристофера Олен Рэя, снятый на основе фильма «Тор». Премьера телефильма состоялась 7 мая 2011 года на телеканале Syfy, а 10 мая того же года фильм был выпущен на DVD. Премьера фильма в России состоялась 30 августа 2011 года.
В 2022 году было выпущено продолжение «Тор: Бог грома».

## Сюжет
Когда Локи стирает с земли Вальхаллу в попытке украсть молот непобедимости, на защиту города встаёт Тор вместе со своим отцом и старшим братом. В схватке отец и брат погибают, тогда на помощь Тору приходит валькирия Ярнсакса. Она обучает Тора борьбе с Локи. Локи с помощью попытки загипнотизировать население города пытается найти себе приспешников, однако безуспешно. Тор и Локи начинают борьбу, в которой Тор практически терпит поражение, однако, благодаря обучению Валькирии, выживает и порабощает Локи.

## В ролях
- Коди Дил[англ.] — Тор
- Ричард Греко — Локи
- Патрисия Веласкес — Ярнсакса
- Кевин Нэш — Один
- Джесс Ален — Бальдр
- Крис Иван Чевич — Хеймдалль
- Родни Уилсон — Хродгар
- Кристен Керр — Херьи

## Критика
Фил Дайс-Ньюджент из AV Club дал фильму оценку D−. Стюарт Херитэдж из The Guardian в шутку заявил, что фильм лучше, чем версия от Marvel.
Российской кинокритик BadComedian назвал фильм «плохим» с использованием «плохих эффектов» и работой «плохого режиссёра».